# アナポリスロイヤル
アナポリスロイヤル（英語: Annapolis Royal）は、カナダ・ノバスコシア州にある町。ファンディ湾沿岸にアナポリス川が形成する深い湾入の奥に位置する。
人口は2021年時点で530人。アナポリスロイヤルの戦い（1744・1745年）で知られる。

## 歴史
1605年にフランスの探検家サミュエル・ド・シャンプランらにより建設された北アメリカにおける最初の植民地ポールロワイアルが1613年にイギリスに破壊されたため、1632年約十キロ離れた現在地に移転。1710年にイギリスに占領され、アン女王に敬意を表して現在の名に改称された。1749年のハリファックスの建設までノバスコシアの首都だった。旧ポールロワイアル跡やアン要塞の遺跡は、それぞれ国立歴史公園となっている。